# Henri Carton de Tournai
Henri Joseph Georges Carton de Tournai  (Doornik, 19 februari 1878 - Brussel, 18 januari 1969) was een Belgisch politicus voor de Katholieke Partij.

## Levensloop
Carton de Tournai, telg uit het geslacht Carton de Tournai, promoveerde tot doctor in de rechten en was de voorzitter van de Christelijke Mutualiteit van Doornik. Beroepshalve werd hij advocaat.
Hij werd politiek actief voor de katholieken en behoorde binnen de partij tot de conservatieve Fédération des Cercles catholiques et des Associations conservatrices, waarvan hij van juni 1939 tot augustus 1945 de laatste voorzitter was. Van 1919 tot 1925 en van 1936 tot 1946 zetelde hij voor de partij voor het arrondissement Doornik-Aat in de Belgische Senaat en van 1925 tot 1936 voor hetzelfde arrondissement in de Kamer van volksvertegenwoordigers.
Bovendien was hij van 1924 tot 1926 minister van Koloniën en van februari tot oktober 1932 minister van Binnenlandse Zaken en Volksgezondheid.
In 1956 werd hij als baron verheven in de Belgische adelstand.